# То сам ја: Драгиша Витошевић
„То сам ја: Драгиша Витошевић” је југословенски документарни ТВ филм из 1979. године. Режирао га је Милан Кнежевић а сценарио је написао Драган Бабић.

## Улоге
| Глумац            | Улога |
| ----------------- | ----- |
| Драгиша Витошевић | Лично |